# シュヴァルツェンブルク郡
かつて存在したシュヴァルツェンブルク郡（シュヴァルツェンブルクぐん、独: Amtsbezirk Schwarzenburg）は、スイスのベルン州にあった郡（Amtsbezirk、アムツ・ベツィルク）。2010年1月1日に他郡と合併してベルン＝ミッテルラント区（Verwaltungskreis Bern-Mittelland）となった。シュヴァルツェンブルク郡の領域は、昔から「シュヴァルツェンブルガーラント」（Schwarzenburgerland）と呼ばれてきた。郡都はヴァーレルンで、157.11 km2の面積に4つの基礎自治体があった。2008年12月31日現在で、9,950人が居住していた。

## 基礎自治体の一覧

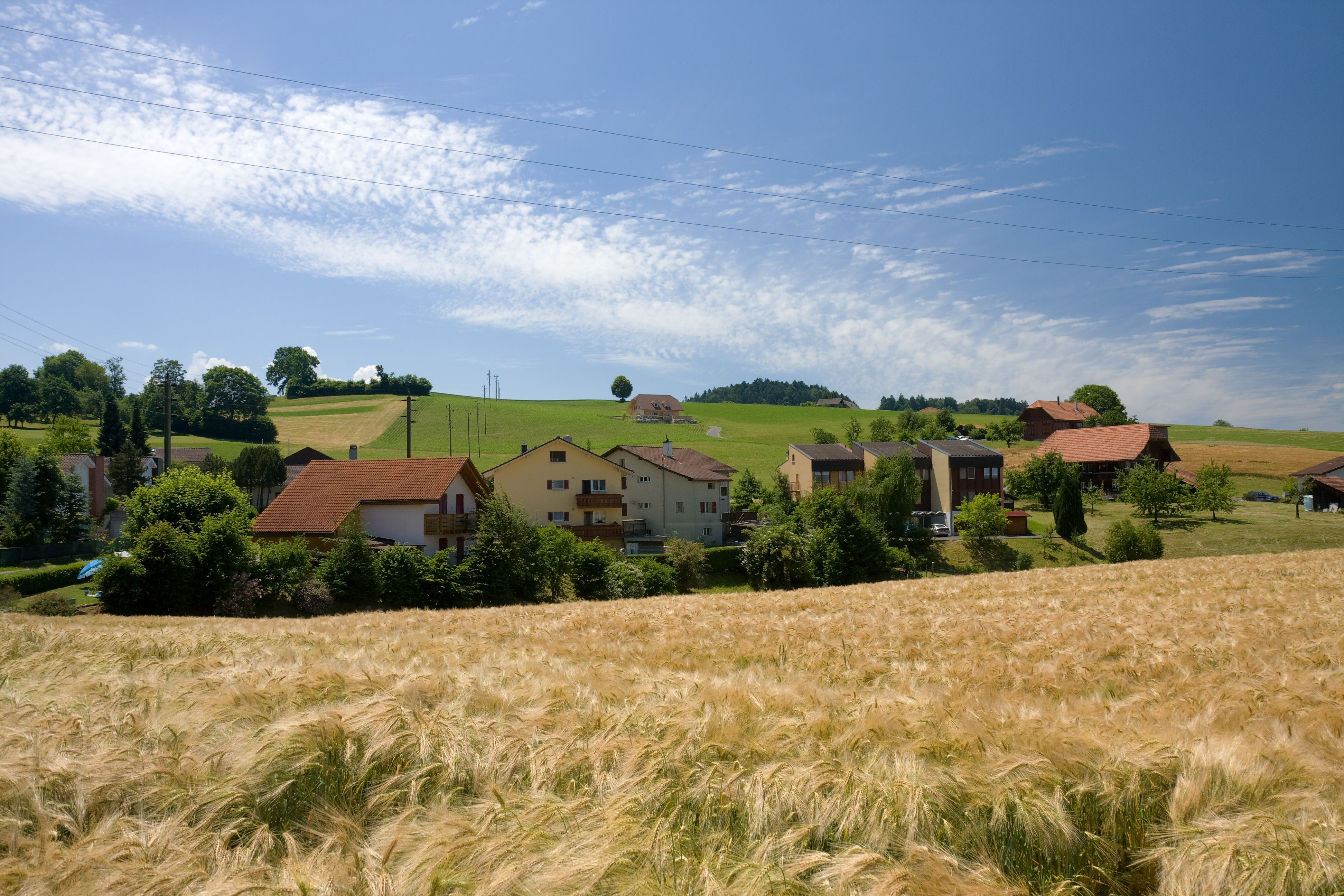
ヴァーレルンのヴァーゲルテン村
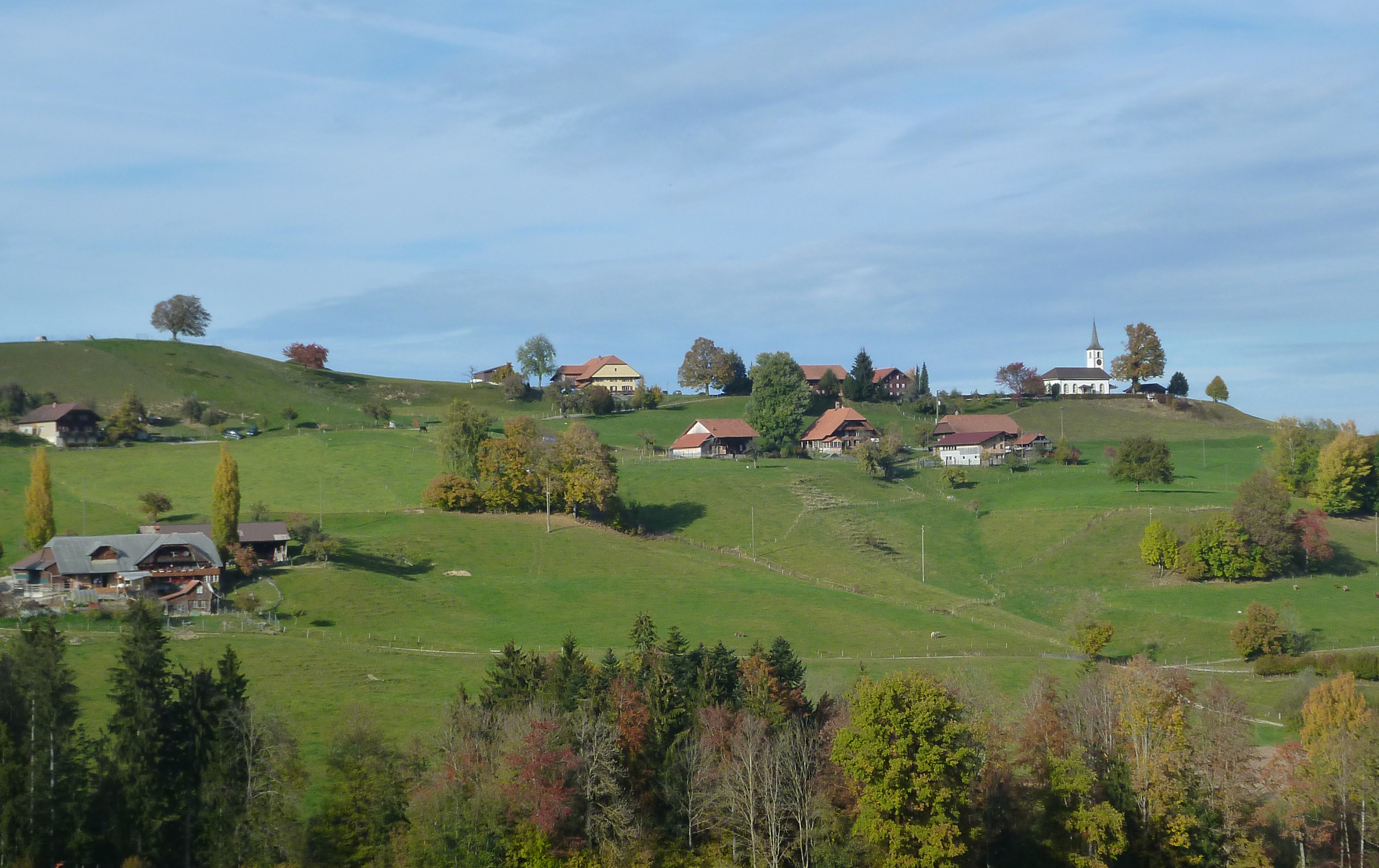
リューシェック
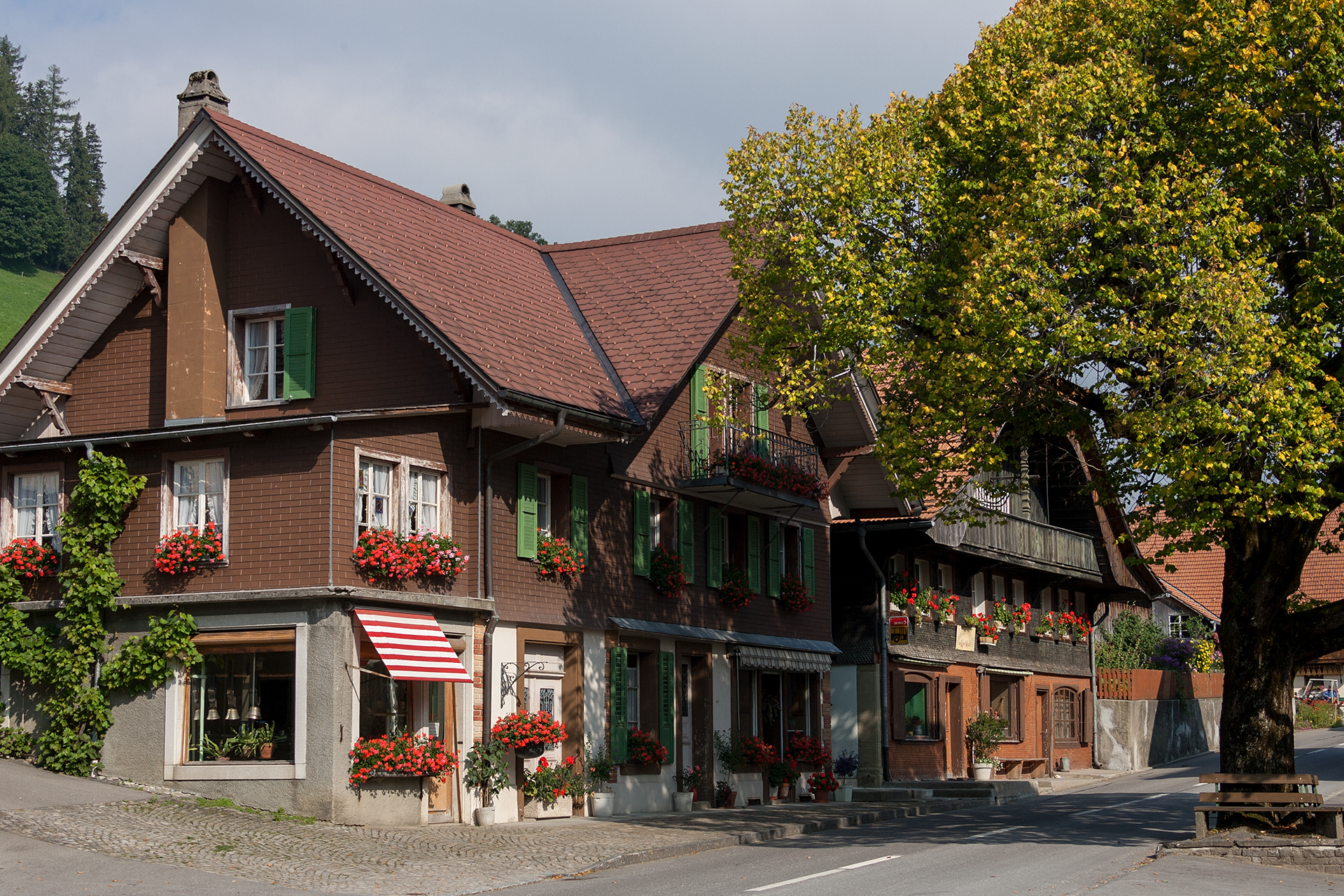
グッギスベルク
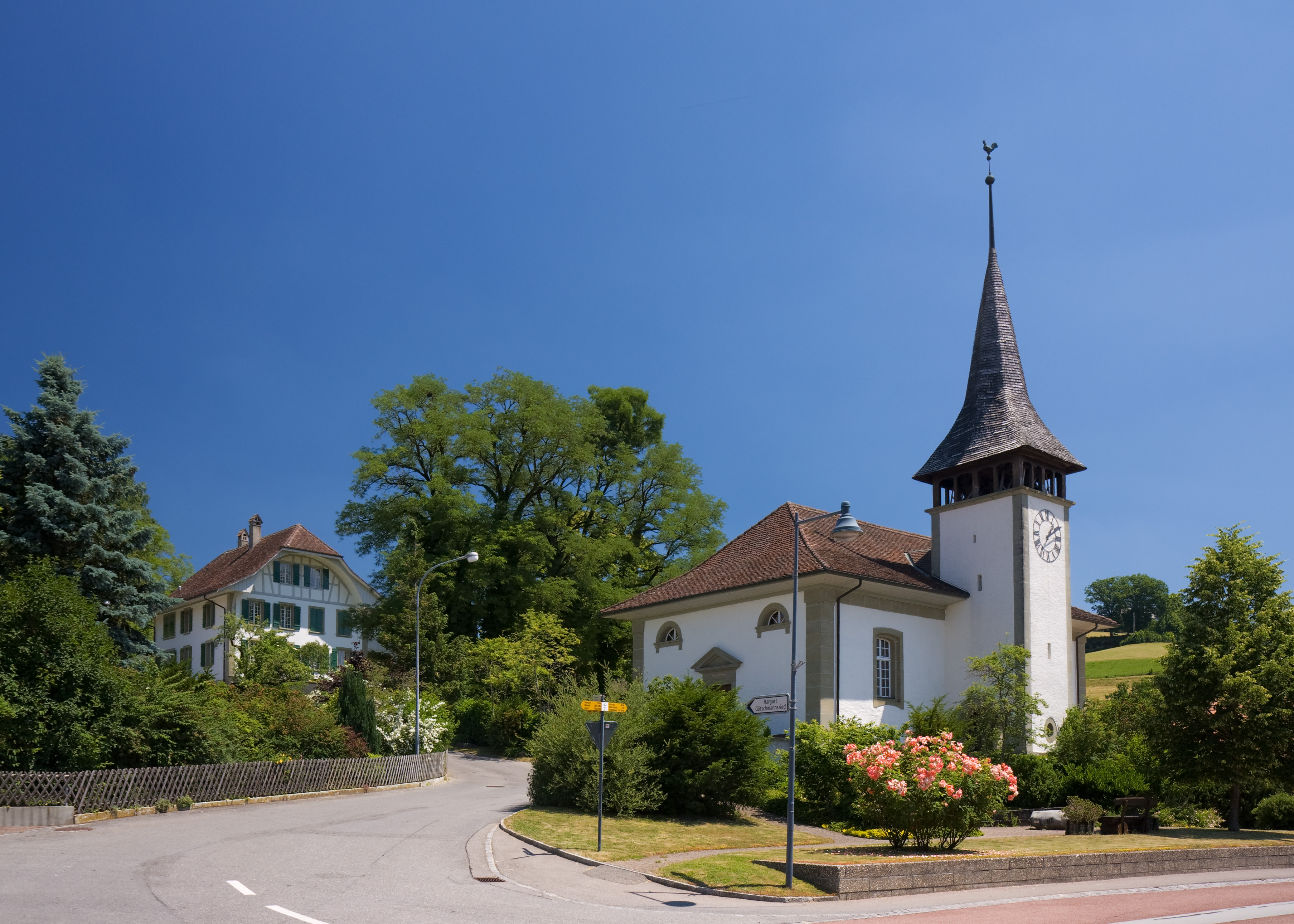
アルブリーゲン

| 名称                         | 人口             | 面積 （km2） | 人口密度 （人/km2） |
| ---------------------------- | ---------------- | ------------ | ------------------- |
| ヴァーレルン（Wahlern）      | 6,248 (2009年末) | 40.60        | 154                 |
| アルブリーゲン（Albligen）   | 468 (2009年末)   | 4.30         | 109                 |
| グッギスベルク（Guggisberg） | 1,556 (2013年末) | 54.91        | 28                  |
| リューシェック（Rüschegg）   | 1,615 (2013年末) | 57.30        | 28                  |
| 合計 (4)                     | 9,887            | 157.11       | 63                  |

## 基礎自治体の変遷

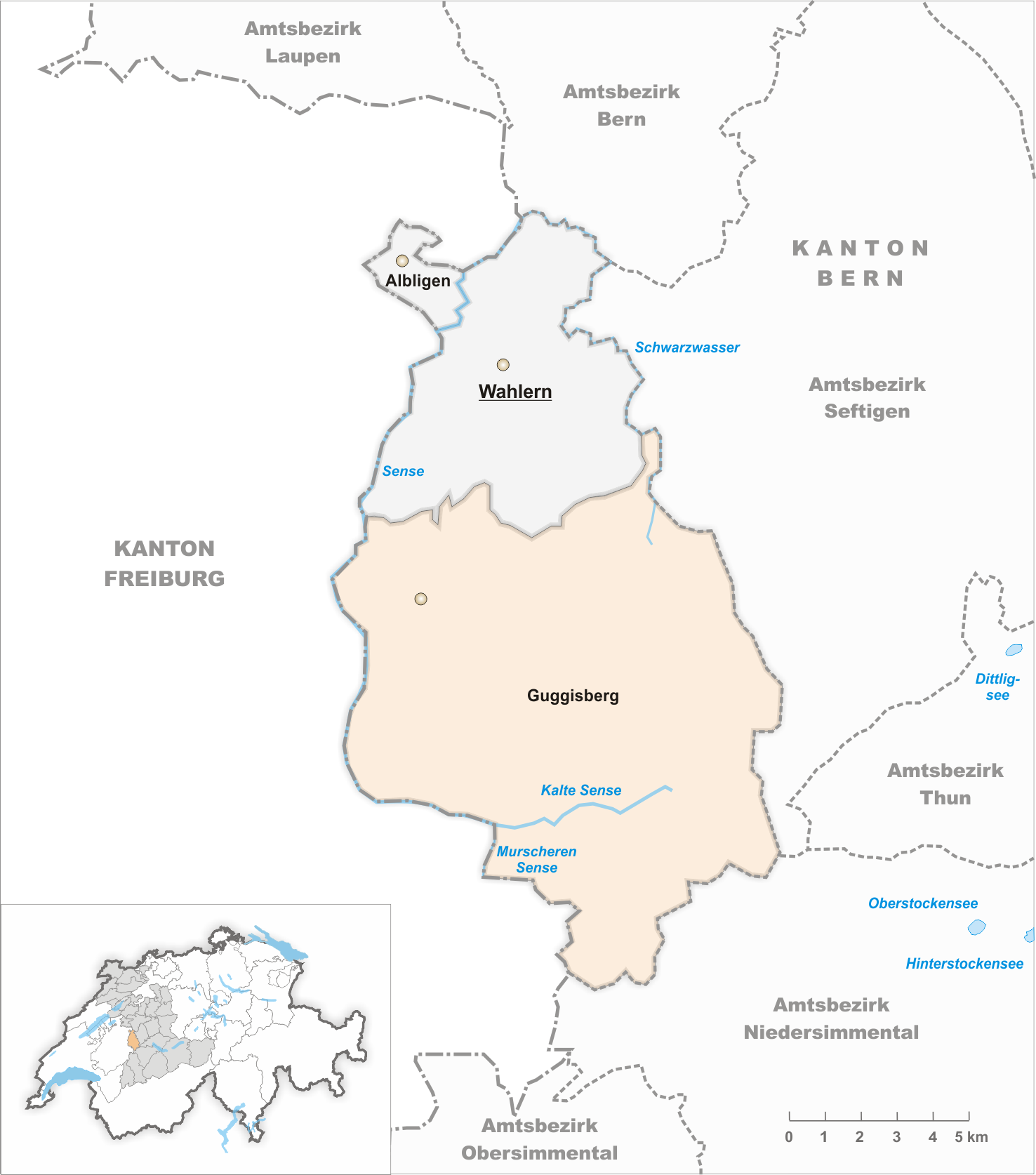
1859年までの自治体
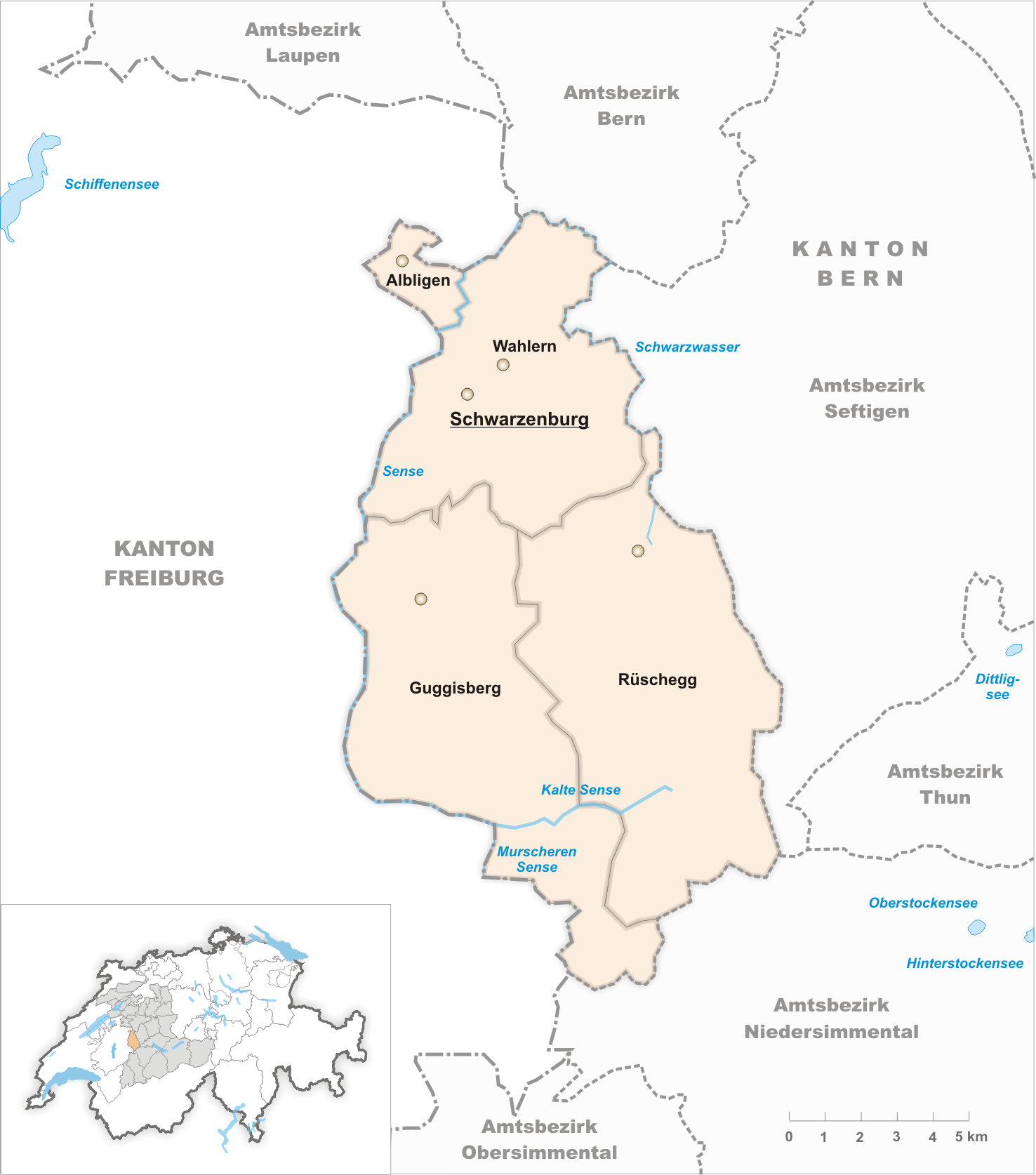
2009年までの自治体

- 1860年: グッギスベルクからリューシェックが分離する。
- 2010年: シュヴァルツェンブルク郡全域がベルン＝ミッテルラント区となる。